# Consiglio di coalizione delle forze della rivoluzione islamica
Il Consiglio di coalizione delle forze della rivoluzione islamica (SHANA) è una coalizione elettorale di destra costituitasi in occasione delle Elezioni parlamentari in Iran del 2020.
Reuters l'ha definita come "il più grande gruppo di hardliners" (esponenti ultra-conservatori estremamente ostili a Stati Uniti d'America e Israele).
Tra i principali esponenti anche Mohammad Bagher Ghalibaf, oltre ad membri delle Corpo delle guardie della rivoluzione islamica e dei Basij fedeli ad Ali Khamenei. La coalizione discusse, invano, l'apparentamento con Fronte della Stabilità della Rivoluzione Islamica di estrema destra.